# David Walliams
David Edward Williams (London, 20. kolovoza 1971.), poznatiji kao David Walliams, engleski književnik, glumac i komičar, poznat po nizu dječjih romana koji su postigli velik uspjeh diljem svijeta.

## Životopis
David Walliams rođen je 20. kolovoza 1971. u bolnici sv. Tereze u Wimbledonu, dijelu londonske četvrti London Borough of Merton. Sin je Petra, prometnog inženjera, i Kathleen, laboratorijske tehničarke. Odrastao je u Surreyju s roditeljima i sestrom Julie. Pohađao je sveučilište u Bristolu, nakon čega se zaposlio na televiziji. Oženio je glumicu Laru Stone s kojom je u prosincu 2012. dobio sina Alfreda. Rastali su se godine 2015.

## Djela

### Romani
1. Dječak u haljini (2008.)
2. Gospodin Gnjus (2009.)
3. Mali milijarder (2010.)
4. Banditska bakica (2011.)
5. Bljakburger (2012.)
6. Zla zubarica (2013.)
7. Tetka probisvjetka (2014.)
8. Djedov veliki bijeg (2015.)
9. Ponoćni pustolovi (2016.)
10. Loš tata (2017.)
11. Ledeno čudovište (2018.)
12. Nešt (2019.)
13. Zvijer iz Buckinghamske palače (2019.)
14. Sluz (2020.)

### Slikovnice
1. Pomalo dosadni slon (2013.)
2. Prvi nilski konj na Mjesecu (2014.)
3. Kraljičin Orang-utan (2015.)
4. Medvjed koji je bio buu! (2015.)
5. Zmija u mojoj školi! (2016.)
6. Medvjed Bugi (2018.)
7. Geronimo (2018.)

### Zbirke kratkih priča
1. Najgora djeca na svijetu (2016.)
2. Najgora djeca na svijetu 2 (2017.)
3. Najgora djeca na svijetu 3 (2018.)
4. Najgori nastavnici na svijetu (2019.)
5. Najgori roditelji na svijetu (2020.)